# 大山勝美
大山 勝美（おおやま かつみ、1932年（昭和7年）2月5日 - 2014年（平成26年）10月5日）は、日本のテレビプロデューサー、演出家。TBS制作局理事、カズモ代表取締役。本名︰大山 勝美（おおやま かつよし）。
1957年、TBSに入社。演出家・プロデューサーとしてテレビドラマ畑一筋に歩み『知らない同志』『熱い秋』『想い出づくり。』『くれない族の反乱』を手がけ“ドラマのTBS”の全盛期を支えた。1992年、TBSを定年退職後はテレビ制作会社カズモを設立し、代表取締役も務める一方で、『蔵』『天国までの百マイル』『長崎ぶらぶら節』等多くのドラマを送り出した。妻は女優の渡辺美佐子。

## 来歴
鹿児島県姶良郡福山町（霧島市）出身。鹿児島県で出生し、両親、妹と、満洲の奉天（現在の中国・瀋陽）に渡り幼少期を過ごす。第二次世界大戦中に単身帰国し、鹿児島で終戦を迎える。
鹿児島県立鶴丸高等学校に入学し初代生徒会長を務め、早稲田大学法学部を卒業。1957年に東京放送（当時の社名、および法人名はラジオ東京、現在のTBSホールディングス）に入社。同期には飯島敏宏、磯崎洋三、須子信仁、瀬口城一郎らがいる。映画部に配属され、国際放映で滝沢英輔についてテレビ映画を研修。研修後はテレビ映画要員からスタジオドラマに戻る。以来ドラマの演出や制作一筋で務める。田宮二郎のテレビドラマ初主演作品『知らない同志』をはじめ、『岸辺のアルバム』『想い出づくり。』『ふぞろいの林檎たち』などのプロデュース・演出を手掛け、久世光彦と共に“ドラマのTBS”の全盛期を築く。
1973年には野村芳太郎、森谷司郎らとともに6人で脚本家・橋本忍が設立した「橋本プロダクション」に参加。その後、制作局次長、制作局理事を経て1992年に定年退職。「株式会社カズモ」を設立し、代表取締役に就く。TBSの後輩で同じドラマ演出家・プロデューサーの堀川とんこうは、TBSを定年後、数年間カズモに所属していた。
1994年に紫綬褒章、2003年に勲四等旭日小綬章を受章。
1998年にギャラクシー賞テレビ部門個人賞を受賞、程なくして胆管癌の手術を受ける。2012年頃から胆管癌の合併症による腸閉塞となり、入退院を繰り返す。それでも仕事は続け、2014年9月26日にはBS-TBSの森繁久彌特番でコメント収録を行い、9月30日にはカズモの制作会議に出席。10月2日に腸閉塞で再入院。10月5日午前0時40分、多臓器不全のため東京都内の病院で死去。満82歳没。

## 人物
1965年、ディレクターのときに知り合った女優・渡辺美佐子と結婚。一男をもうける。
現在の民放（特に在京キー局）における過剰なまでの視聴率至上主義について批判しており、テレビ局の上層部について「民放といえども公器（電波）を借りて活動している社会的影響力の強い公共的企業だという原点に立ち返るべきである」と述べている。2003年に日本テレビ視聴率買収事件が発覚した際は日本テレビが日頃から在京キー局の中でも突出して厳しい視聴率ノルマを編成や制作スタッフたちに課している事について言及し、視聴率獲得を極度に扇った氏家齊一郎（当時日本テレビ会長）と萩原敏雄（当時日本テレビ社長）の両名に対して名指しで苦言を呈した。

## 大山勝美賞
2015年、2代目会長を務めた一般社団法人放送人の会によって、大山の名を残し意思を継ぐものとして、ドラマの若いクリエイター（60歳以下）個人を表彰する「大山勝美賞」が創設された。

### 受賞者
所属先は受賞当時。
- 第1回（2015）
  - 訓覇圭（NHK）
  - 塚原あゆ子（ドリマックス・テレビジョン）
- 第2回（2016）
  - 中島由貴（NHKエンタープライズ）
  - 岡野真紀子（WOWOW）
- 第3回（2017）
  - 吉田照幸（NHKエンタープライズ）
  - 土井裕泰（TBSテレビ）
- 第4回（2018）
  - 内山聖子（テレビ朝日）
  - 加藤拓（NHKエンタープライズ）
- 第5回（2019）
  - 次屋尚（日本テレビ）
  - 黒崎博（NHK）
- 第6回（2020）
  - 中込卓也（テレビ朝日）
  - 藤村忠寿（北海道テレビ放送）
- 第7回（2021）
  - 新井順子（TBSスパークル）
  - 大根仁（オフィスクレッシェンド）

## 制作番組

### テレビドラマ

#### TBS在籍時
| - 慎太郎ミステリー - 若者〜努の場合 - 正塚の婆さん - わが愛 - 白い影（第11話、プロデューサー兼任） - 知らない同志（第1、3、5、9-10、15、17-19各話、プロデューサー兼任） - 真夜中のあいさつ - あこがれ共同隊 - ムー（制作） - 光る崖（制作） - 岸辺のアルバム（制作） - 命もいらず名もいらず - あにき（第4-5、7、10-11各話、プロデューサー兼任） - せい子宙太郎 - 風が燃えた（プロデューサー） - 波‐わが愛（第11話、プロデューサー兼任） - 恋路海岸（プロデューサー） - 大いなる朝（プロデューサー） | - 突然の明日 - 港町純情シネマ - 幸福 - 熱い秋 - あまく危険な香り - 想い出づくり。（プロデューサー） - 関ヶ原（制作） - ちょっと神様（制作） - 淋しいのはお前だけじゃない（制作） - ふぞろいの林檎たちシリーズ - 夏に恋する女たち（第3-4、7各話、プロデューサー兼任） - くれない族の反乱（第1、6各話、プロデューサー兼任） - 原島弁護士の愛と悲しみ - 深夜にようこそ - 風にむかってマイウェイ（プロデューサー） - 父の鎮魂歌-海軍主計大尉小泉信吉 - 真田幸村 |

#### カズモ設立後
| - 命のビザ-6000人のユダヤ人を救った外交官 - 門 - それから - 女系家族 - 智恵子抄 - こころ - 花のれん - 藏 - 女たちの戦争 忘れられた戦後史 進駐軍慰安命令 - 春橙 | - おじいさんの台所 - 永遠のアトム・手塚治虫物語 - 兄弟 - 櫂 - 天国までの百マイル - ちいさな橋を架ける - 長崎ぶらぶら節 - 希望の翼 |

### テレビアニメ

#### TBS在籍時
- 日立テレビシティ ニャロメのおもしろ数学教室（1982年）制作[11]

## 映画・舞台
- 開港風雲録
- 舞姫 - エリーゼのために

## 著書
- 『開かれた映像 : テレビ制作の新しい方向』現代ジャーナリズム出版会、1970年1月。NDLJP:12277508。
- 『時間を射落とす : ぼくはこうしてテレビドラマを創っている』創成社、1978年7月。NDLJP:12276174。
- 『テレビ原人の昼休み』冬樹社、1980年11月。
- 大山勝美 責任編集『テレビ表現の現場から : プロデューサー/ディレクター篇・編成篇』二見書房〈叢書現代のテレビ ; 2〉、1981年2月。NDLJP:12275750。
- 『時代の予感・TVプロデューサーの世界』東洋経済新報社、1990年9月。ISBN 978-4492220900。
- 『私説放送史「巨大メディア」の礎を築いた人と熱情』講談社、2007年1月。ISBN 978-4062138086。
- 『テレビの時間』鳥影社、2007年7月。ISBN 978-4862650689。